# Torgiano (vin)
Pour la commune, voir Torgiano.
Le Torgiano rosso riserva   est un vin rouge DOCG d'Italie produit sur les coteaux  de Torgiano, ville de  la province de Pérouse en Ombrie.

## Région de production
Le Torgiano rosso riserva est un vin DOCG dont la production est consentie uniquement sur le territoire de la commune de Torgiano ville située au sud-est de Pérouse où la culture de la vigne remonte à la période étrusque.

## Caractéristiques
Le Torgiano rosso riserva DOCG implique l'utilisation du cépage Sangiovese (minimum 70 %) qui peut être complétée avec des cépages rouges récoltés dans la province de Pérouse. La période de vieillissement ne peut être inférieure à trois ans dont au moins six mois en bouteille, la période démarrant au 1er novembre de l'année de production du raisin. 

## Caractéristiques organoleptiques
- Couleur : Rouge rubis brillant.
- Parfum : vineux et délicat.
- Goût : juste et harmonieux.

## Consommation
Le Torgiano rosso riserva est considéré comme un vin « de tout repas ». Il accompagne idéalement les pastasciutte, volaille, rôti et gibier. La température de dégustation se situe entre  18 ° et 20 °C. 

## Production
Province, saison, volume en hectolitre
- Pérouse :

## Sources
- Voir liens externes